# Трите хикса
„Трите хикса“ (на английски: xXx) е американски екшън филм от 2002 г., режисиран от Роб Коен, продуциран от Нийл Х. Мориц и по сценарий на Рич Уилкс. Първа част от филмовата поредица ХХХ, с участието на Вин Дизел. Във филма участват още Азия Ардженто, Мартон Чокас и Самюел Л. Джаксън. Преди това Коен, Мориц и Дизел работят заедно по „Бързи и яростни“ (2001) като съответно режисьор, продуцент и член на актьорския състав.
Филмът е спечелил 277,4 милиона долара в световен мащаб и има две продължения – „Трите хикса: Следващо ниво“ и „Трите хикса: Отново в играта“, издадени съответно през 2005 и 2017 г.

## Сюжет
Внимание:  Текстът по-долу разкрива сюжета на произведението (или части от него)!
„Анархия 99“, руска терористична група, се сдобива с биохимичното оръжие „Тиха нощ“, което се смята за изчезнало след падането на Съветския съюз. NSA изпраща агент под прикритие да прибере това оръжие, но групата лесно го открива и убива, което принуждава Август Гибънс, командир от АНС, да изпрати човек, който няма връзки с правителството на САЩ. Удобна възможност се разкрива когато бива арестуван Ксандър Кейдж, екстремен спортист, издирван от ФБР след като открадва и потрошава колата на сенатор. Кейдж е арестуван от екипа на Гибънс, който го прекарва през два полеви теста: предоствратяване на инсцениран обир в закусвалня и бягство от плантацията на колумбийския картел по време на армейски набег. Кейдж с неохота приема работата, след като Гибънс казва, че единствената му друга възможност е затворът.
Кейдж се среща с екипа на АНС в Прага, включващ чешкия агент Милан Сова, на когото е възложена задачата да наблюдава и ако е необходимо, да депортира Кейдж. По време на парти на „Анархия 99“, Кейдж публично разкрива самоличността на Сова като полицай под прикритие. С това си спечелва благоволението на лидера на „Анархия 99“ – Йорги, което само се засилва, когато братът на Йорги – Коля – разкрива, че е фен на Кейдж. Кейдж изявява желание да купи от Йорги 50 спортни автомобила от висок клас.
Гибънс се обажда на Кейдж, за да му се скара, защото е променил първоначалния списък с коли, но впоследствие е впечатлен от извлечената от Кейдж информация, която той пък получава от големия си фен – Коля. Впечатлен от работата му, Гибънс изпраща техническия агент Тоби Шейвърс, който предоставя на Кейдж специален револвер, бинокъл, който може да вижда през стени и експлозиви, маскирани като левкопласт. Докато Кейдж приключва сделката с колите, Сова се опитва да се намеси. Кейдж фалшифицира убийството на Сова, използвайки част от специалните патрони, дадени му от Шейвърс. С това окончателно печели доверието на Йорги, който го кани да се присъедини към „Анархия 99“.
Йорги води Кейдж в замъка на групата след парти в един от нощните му клубове. Кейдж, докато търси биохимичното оръжие, хваща Елена да разследва тайния сейф на Йорги. Завежда я в близкия ресторант, за да обсъди въпроса и тя му разкрива истинската си самоличност. Сова предава Кейдж на Йорги по телефона. Яростен, Йорги изпраща Кирил да убие Кейдж. Докато гледа двойката, Кирил, който е влюбен в Йелена, я предупреждава, че Кейдж е таен агент. Преди Кирил да успее убие Кейдж се намесват АНС и го прибират, а Йелена се връща в замъка на „Анархия 99“.
Кейдж се среща с Гибънс, който изисква от него да се върне в Америка, тъй като самоличността му е разкрита, а специални части ще обсадят замъка. Кейдж отказва, страхувайки се за живота на Йелена. Промъква се в замъка на Йорги и стига до тайна подземна лаборатория. Там подслушва плана на Йорги да пусне „Тиха нощ“ от воден безпилотен самолет на име Ахаб. Кейдж убива Коля. Прибирайки се в тайната си квартира, той открива Сова, който го чака да го убие, тъй като Сова вече работи за Йорги. Преди Сова да успее да го убие, Йелена се намесва и спасява Кейдж, разкривайки като агент на ФСБ под прикритие, изоставена от нейните ръководители. Кейдж предава плановете на Йорги на НСА в замяна на убежище за Йелена. Гибънс е съгласен и му казва да се прибира в Щатите. Кейдж нарушава заповедта му и дава колата си на Шейвърс, който я натъпква с оръжия до козирката. След това скача с парашут и взривява комуникационната кула на „Анархия 99“, причинявайки лавина. Следва зрелищно преследване. В края му е заловен от Йорги, който вече знае самоличността на Йелена. Докато Йорги се готви да ги убие, специалните части атакуват. Кейдж и Йелена са свободни. Йорги изстрелва Ахаб преди Кейдж да успее да го убие.
Чешката армия се готви да унищожи Ахаб с въздушен удар, въпреки че това ще освободи част от биохимичния агент. Кейдж и Йелена вземат силно модифицирана от агент Шейвърс кола и започват да гонят Ахаб покрай реката. Кейдж харпунира безпилотния апарат, преминава към него и деактивира оръжието мигове преди да се активира. Кейдж и Йелена са спасени, както и света, а Гибънс изпълнява обещанията си към Кейдж и Йелена. Докато те си почиват на Бора Бора, Гибънс звъни с предложение за следваща мисия. Кейдж го игнорира.

## В ролите
- Вин Дизел като Ксандър Кейдж (известен още с прякора си „Трите хикса“): екстремен спортист, каскадьор и активист. Идолизиран в някои субкултури, Трите хикса също е преследван от властите и му се предлага сделка да стане шпионин на Агенцията за национална сигурност в замяна на помилване.
- Самюел Л. Джаксън в ролята на Август Гибънс: командир в Агенцията за национална сигурност, който има правомощието да даде на Трите хикса помилване за престъпленията му.
- Уилям Хоуп в ролята на агент Роджър Донан: сътрудник и администратор на Агенцията за национална сигурност.
- Дани Трехо като Ел Джефе: Изтезател на колумбийски наркокартел.
- Азия Ардженто в ролята на Йелена: привидна приятелка на Йорги. Първоначално тя е била руски разузнавач, изпратена да бди над Йорги, но оттогава е била изоставена от началниците си. Йелена създава романтична връзка с Трите хикса и той се опитва да ѝ издейства политическо убежище в Съединените щати като благодарност за нейното съдействие при свалянето на Йорги.
- Мартон Чокас в ролята на Йорги: Бивш войник в армията на Съветския съюз, сега богат хедонист, притежаващ редица жилища и имения из Източна Европа, включително замък и нощни клубове. Йорги е и лидер на „Анархия 99“, група на анархисти с презрение към всички форми на управление и власт и обществото като цяло. Крайната му цел е пълно беззаконие по целия свят.
- Майкъл Роуф в ролята на агент Тоби Лий Шейвърс: Техногений и специалист по джаджи на АНС.
- Ричи Мюлер в ролята на Милан Сова: Престъпник и двоен агент.
- Werner Daehn като Kirill: член на „Анархия 99“, страстен пушач и снайперист.
- Петр Якъл като Коля: по-малкият брат на Йорги.
- Ян Павел Филипенски като Виктор: Член на „Анархия 99“ и близък приятел на Йорги. Обикновено е с Йорги, където и да отиде.
- Том Еверет като сенатор Дик Хочкис: консервативен сенатор от Калифорния; колата му е открадната и разрушена от Трите хикса като протест срещу някои от политиките на Хочкис.
- Томас Иън Грифит като агент Джим Макграт
- Ив като JJ: Приятел на Ксандър
- Лейла Арсиери като Йордания Кинг
- Rammstein като себе си

За да създаде достоверност за приемането на Ксандър Кейдж в субкултурата на екстремните спортове, различни личности правят епизодични изяви:
- Тони Хоук в сцената с кражбата на Корвета, след това в къщата на Кейдж кара скейт на халфпайповете.
- Майк Валели като оператор.
- Кари Харт се вижда на задната седалка на Кадилака, управляван от Тони Хоук.
- Мат Хофман си говори с Ксандър по време на партито.
- Джош Тод (вокалистът на Buckcherry) се вижда в гръб на партито, макар и никога да не се обръща.

## Продукция
През юли 2001 г. се обявява, че Вин Дизел ще получи около 10 милиона долара, за да участва във филма. Първоначалната дата на пускане е обявена за 26 юли 2002 г. През август 2001 г. Сони пуска голям билборд в Холивуд, още преди да бъде написан сценарий. Има и тийзър трейлър, пуснат на 3 май 2002 г.
Снимките се провеждат на три места. По-голямата част от филма е заснета в Прага, Чехия. Скокът с Корвета е заснет на моста Foresthill в държавната зона за отдих в Обърн, Калифорния. Финалните сцени са в Бора Бора, Таити. Определени сцени са снимани в южната част на Западна Вирджиния.
За филма са използвани няколко чешки Су-22. Това е една от последните мисии на тези самолети, тъй като Чешките военновъздушни сили ги извеждат от експлоатация през 2002 г.
Вин Дизел прави сам повечето от каскадите си. Режисьорът Роб Коен казва: „Вин направи повече отколкото трябваше, но по-малко отколкото искаше“. Дизел пада по време на лавинната сцена. Понеже пада на глава и не се движи, Коен се притеснява, че звездата на филма може да си е счупил врата. Скокът с Корвета от моста е изпълнен от Тим Ригби, носейки маска на Вин Дизел. Скокът с мотоциклета е изпълнен от професионалния мотоциклетист и каскадьор Джеръми Стенберг, а лицето на Дизел е добавено по-късно като специален ефект.
Каскадьорът Хари О'Конър, каскадьора на Дизел, умира на 4 април 2002 г., ударяйки се в стълб на моста Палацки в Прага, по време на една от екшън сцените. Инцидентът е станал по време на заснемането на втория кадър от каскадата; първият опит на О'Конър е завършен без инциденти и може да се види в завършения филм.
Първите минути на филма се провеждат на концерт на немската група Rammstein в Прага, изпълняваща песента Feuer Frei!. Същият клип се намира в тяхната видеокомпилация Lichtspielhaus, но от гледната точка на групата и само с кратки сцени от филма.

## Саундтрак
Автор е Ранди Еделман, който често работи с Коен. Филмът включва и саундтрак със съвременна рок музика. Rammstein осигуряват част от музиката; по време на клубната сцена в Прага, Orbital може да бъдат видени да свирят на живо тяхната песен „Technologicque Park“ преди танцуващата тълпа. В саундтрака са още Queens of the Stone Age, Драунинг Пул, Hatebreed, Нели, Лил Уейн, NERD, Fermín IV и Моби.
Издаден е на 6 август 2002 г. чрез Universal Records. Достига 9-о място в Билборд 200, 16-о място в топ арендби / хип-хоп албумите и 1-во място в Top Soundtracks.
Във филма е представен „Tweaker remix“ на песента „Adrenaline“ от Gavin Rossdale (солистът на Буш), докато оригиналната версия е включена в саундтрака.

## Видеоигра
Създадена е адаптация, издадена от Activision през същата година.

## Оценки

### Класация
Филмът е пуснат в 3374 кина и печели 44 506 103 долара през първия си уикенд. Печели общо 142 милиона долара в САЩ и още 135 милиона долара от международни продажби, общо 277,4 милиона.

### Оценки на критиците
В Rotten Tomatoes филмът има рейтинг 48%. От мненията на 180 критици има средна оценка 5,59 / 10. Общото мнение е „Филмът не се взима на сериозно, а Вин Дизел има повече от достатъчно мускули за главната роля, но в крайна сметка Трите хикса е пропусната възможност да вдъхне нов живот на жанра на шпионския трилър.“ В Metacritic филмът има оценка 48 / 100, въз основа на отзиви от 33 критици.

## В България

### bTV
| Озвучаващи артисти  | Мина Костова Христо Чешмеджиев Христо Узунов Петър Върбанов Ивайло Велчев |
| Преводач            | Боряна Петрова – Дешева                                                   |
| Тонрежисьор         | Наско Кашаров                                                             |
| Режисьор на дублажа | Албена Павлова                                                            |

### NOVA Broadcasting Group
| Озвучаващи артисти  | Христина Ибришимова Лиза Шопова Ивайло Велчев Димитър Иванчев Стефан Сърчаджиев – Съра Симеон Владов |
| Преводач            | Благовест Костадинов                                                                                 |
| Тонрежисьор         | Стефан Дучев                                                                                         |
| Режисьор на дублажа | Димитър Кръстев                                                                                      |